# Mastín

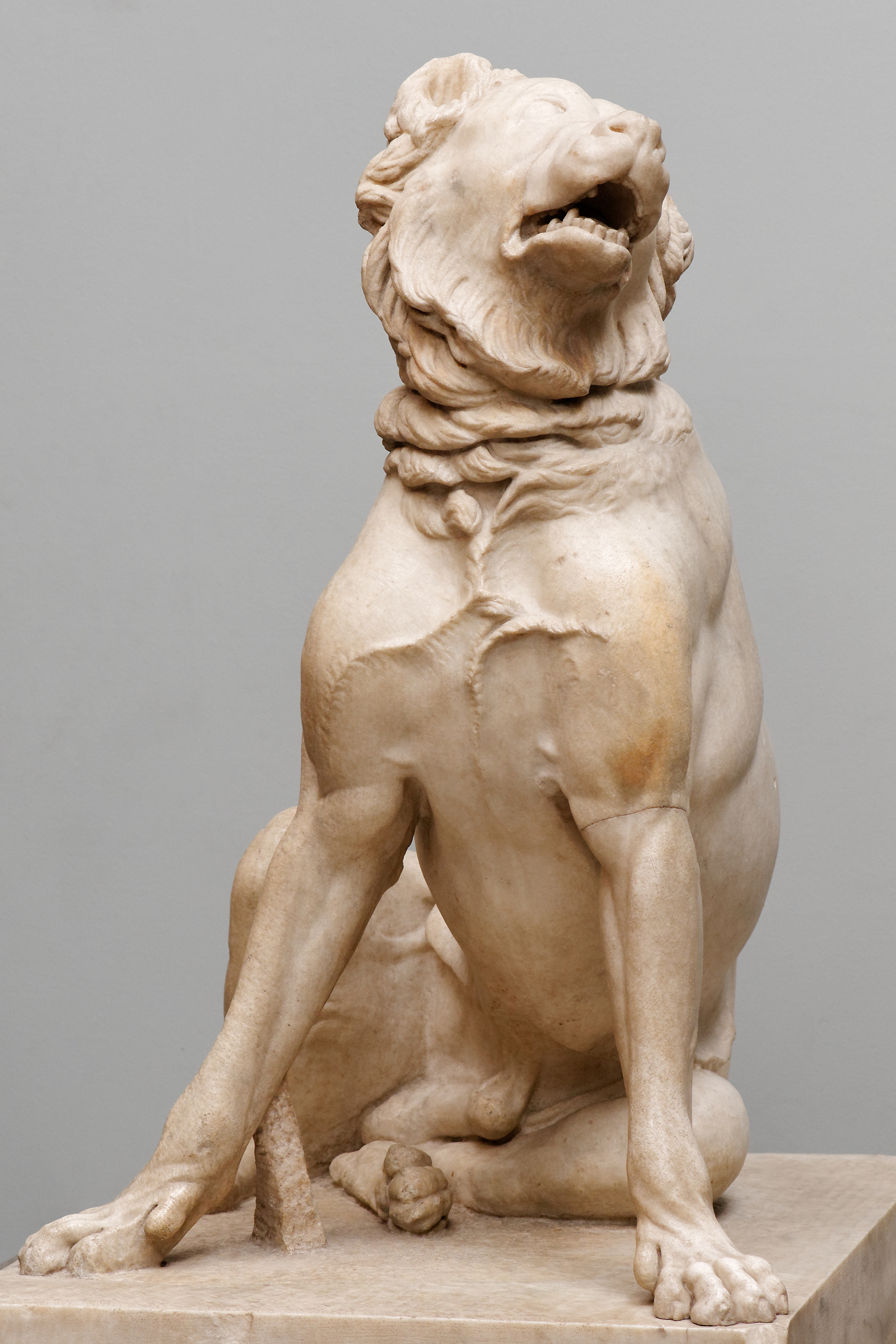
Moloso primitivo (mastín griego del)

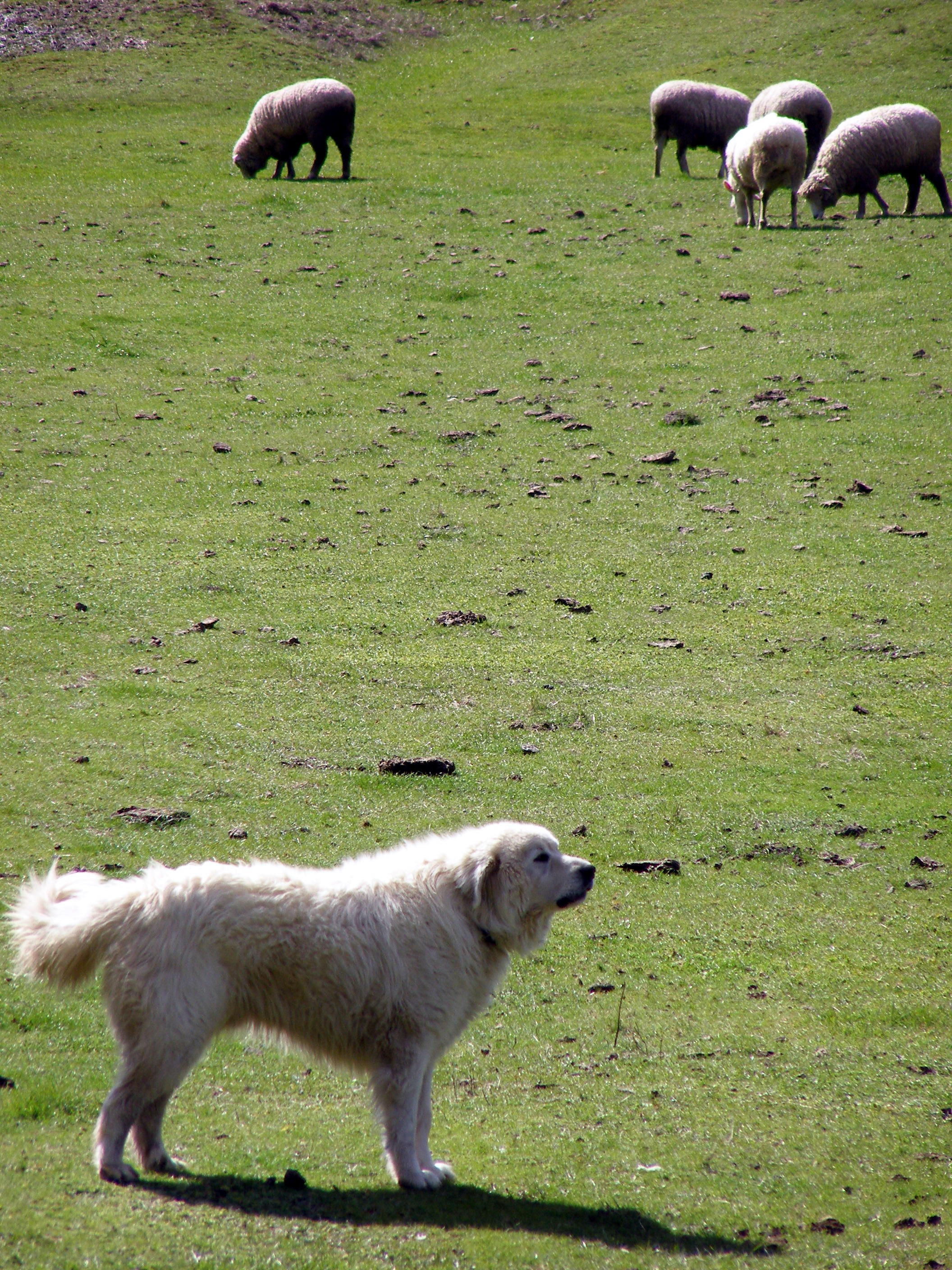
Montaña de los Pirineos (mastín francés)

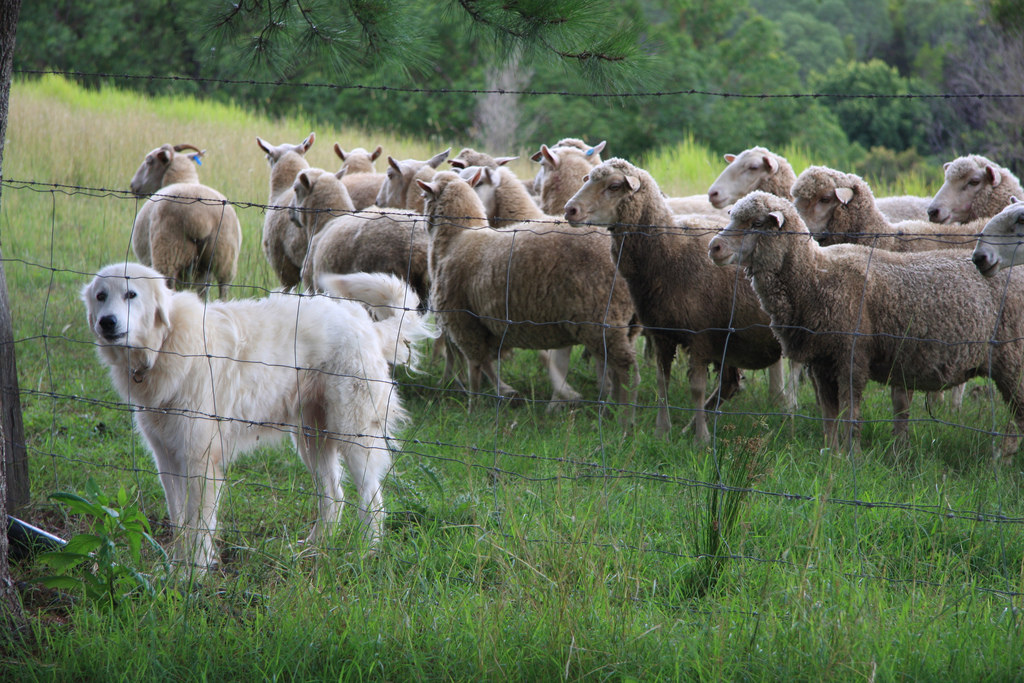
Mastín italiano (pastor de Maremma)

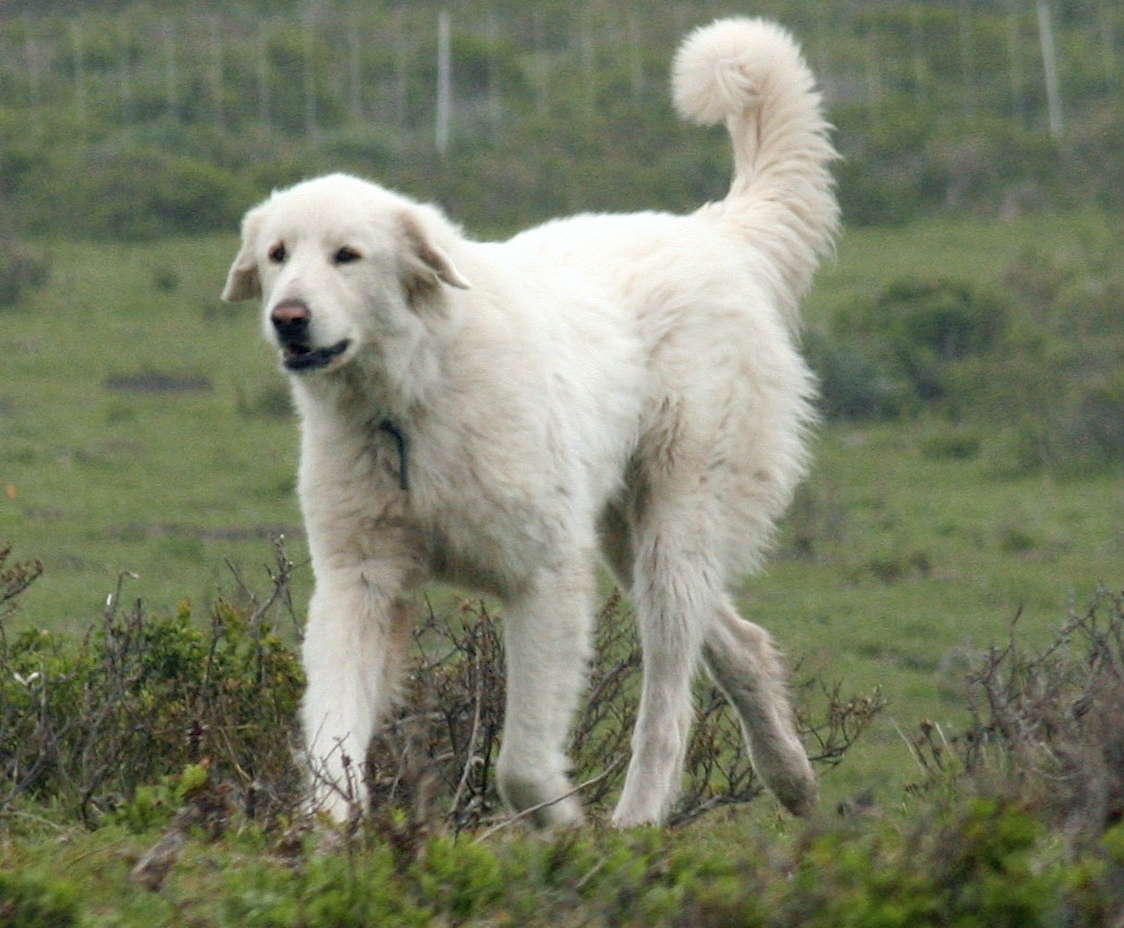
Mastín turco (akbash)

En español el mastín se define como un perro grande, fornido, de cabeza redonda, orejas pequeñas y caídas, ojos encendidos, boca rasgada, dientes fuertes, cuello corto y grueso, pecho ancho y robusto, manos y pies recios y nervudos, y pelo largo, algo lanoso. Es muy valiente y leal, y el mejor para la guarda de los ganados. En su relación con el humano ha sido utilizado para matar lobos. El perro tipo mastín está compuesto de decenas de agrupaciones étnicas distribuidas a lo largo de Asia y Europa, por lo que se entiende que en castellano se le defina «de pelo largo» ya que desde hace milenios los mastines conocidos en España son el mastín español o leonés y el mastín del pirineo que son «lanosos», aunque también existen los mastines de pelo corto como el pastor de Anatolia y el kangal turco.
Pertenece al grupo de los molosos de montaña (moloso primitivo), es decir, perros guardianes de ganado. El uso de los términos moloso y dogo como sinónimos de mastín es correcto.
Molossus es un adjetivo gentilicio en latín que significa ‘originario de Molosia’, es decir, del Epiro en Grecia. Se usa para identificar a algunos subgéneros de mayores dimensiones que el resto de la especie. Aparte de los «perros mastines», otro ejemplo es el murciélago mastín (molossus molossus). 

## Razas

### Mastines (guardianes de ganado, perros de montaña)
- Mastín de Castro Laboreiro
- Pastor rumano de Bucovina
- Pastor de Corb
- Pastor de Anatolia (Karabash)
- Pastor de los Cárpatos
- Cuvac eslovaco
- Mastín de Cachemira o Bakharwal
- Kuvasz
- Akbash
- Mastín italiano (pastor de Maremma)
- Cão da Serra da Estrela
- Ca de Bestiar
- Perro majorero
- Montaña de los Pirineos
- Mastín afgano
- Mastín de Alentejo
- Mastín de los Alpes
- Mastín de Tras os Montes
- Mastín del Pirineo
- Mastín español o leonés
- Pastor caucásico
- Pastor de Tatra
- Leonberger
- Mastín Tibetano
- Kangal
- Mucuchíes
- Aksaray Malaklisi
- Terranova
- Pastor de Asia Central
- Perro Guardián de Moscú
- San bernardo (perro)
- Pastor Persa
- Mastín Kurdo (o Pshdar dog)
- Kuchi
- Pastor del Himalaya
- Mastín del Pirineo
- Gaddi Kutta
- Mastín de Bucovina
- Pastor Ruso
- Moloso de Epiro
- Pastor Búlgaro
- Pastor Griego
- Šarplaninac
- Hovawart
- Gran Boyero Suizo
- Boyero de Berna
- Boyero de Appenzell
- Boyero de Entlebuch
- Rize Koyan